# Fältgentiana
Fältgentiana (Gentianella campestris) är en växtart i familjen gentianaväxter som är endemisk till Europa. Den finns i huvudsak i Centraleuropa och Nordeuropa. Växten är tvåårig och upp till 20 centimeter hög. Fyra blåvioletta blomblad växer på varje stjälk, och bladen växer på motsatt sida. Bladen är trubbiga och liknar tungor. Fältgentianan växer huvudsakligen på ogödslad ängsmark och naturbetesmark. 
Fältgentiana har även kallats backsöta och stålört. Den är rödlistad i Artdatabanken. Det är en av de gräsmarksväxter som har minskat mest sedan 1900-talets mitt. 

## Utseende
Fältgentiana är en tvåårig lågväxt och kal ört, 5-20 centimeter hög. Första sommaren bildar växten en bladrosett, och andra sommaren blommar den. Dess stjälk har grenar nästan hela vägen från basen. Fältgentianans blad är lansettlika och trubbiga, och liknar tungor. De växer på motsatt sida på stjälkarna. Den har fyra blomblad som sitter såväl på toppen av stjälken som på långa skaft från bladvecken. Kronan har en blekt blåviolett färg, tillsammans med fransar i mynningen. Blommorna omges av fyra foderflikar, där två är betydligt bredare än de andra. De sluter sig ofta vid mulet väder.
Fältgentianan kan vara svår att skilja från nära släktingar som ängsgentiana och sumpgentiana.

## Utbredning
Fältgentianan är endemisk till Europa. Den växer i huvudsak i högt liggande områden i Centraleuropa och i småskaliga odlingslandskap i Nordeuropa.
Fältgentianan har tidigare varit vanlig i stora delar av Sverige, men på grund av minskad hävd har den minskat kraftigt. Den förekommer i stora delar av södra Sverige Mellansverige, på omkring 800 lokaler från Blekinge till Jämtland och Ångermanland, men är sällsynt. Av dessa 800 populationer är 550 kända från utanför Jämtlands län, medan 300 är kända från Jämtlands län.
Fältgentiana är en av de gräsmarksväxter som har minskat mest sedan 1900-talets mitt.

## Levnadssätt
Fältgentiana trivs på ogödslad ängsmark och naturbetesmark, som blir allt ovanligare i modernt jordbruk. Den växer i allmänhet på artrika gräsmarker. I kalkrika områden som Siljansringen och Gävlebukten kan den även sällsynt växa vid vägkanter. Fältgentianan pollineras av humlor, men kan även självpollinera. Den gror på hösten.
Arten är beroende av slåtter eller betande. För tidigblommande fältgentiana, som blommar i juni och juli, krävs en senare hävd, för att fröna ska hinna mogna innan slåtter sker eller betesdjur släpps på. Senblommande fältgentiana, som blommar i augusti och september, mår bra av ett mer måttligt bete. Växten smakar beskt, och många djur, bland annat hästar, verkar undvika den.

### Underarter
Fältgentianan består av tre underarter:
- Vanlig fältgentiana, G. campestris ssp. campestris.
- Sätergentiana, G. campestris ssp. islandica
- Kustgentiana, G. campestris ssp. baltica.

Den vanliga fältgentianan delas i sin tur upp i två varieteter, den tidiga och den senblommande fältgentianan. Den vanliga fältgentianan är tvåårig, och har en huvudstam med grenar. Sätergentianan är också tvåårig, men har ingen eller saknar en utvecklad huvudstam. Kustgentianan är ettårig.

## Användning
Carl von Linné anger i Flora lapponica att fältgentianan ska ha använts för att ersätta humle i samband med ölbrygd. Linné anger även att man ska ha använt dekokter av fältgentiana mot frossa.